# Nors Sogn
Nors Sogn er et sogn i Thisted Provsti (Aalborg Stift).
I 1800-tallet var Tved Sogn (Thisted Kommune) anneks til Nors Sogn. Begge sogne hørte til Hillerslev Herred i Thisted Amt. Nors-Tved sognekommune blev ved kommunalreformen i 1970 indlemmet i Thisted Kommune.
I Nors Sogn ligger Nors Kirke.
I sognet findes følgende autoriserede stednavne:
- Atterhøj (areal)
- Blegsø (vandareal)
- Bodkær (areal)
- Dåsen (areal)
- Hinding (bebyggelse, ejerlav)
- Hykær (vandareal)
- Isbjerg (areal)
- Lek (bebyggelse)
- Neder Hinding Gårde (bebyggelse)
- Nors (bebyggelse, ejerlav)
- Nors Havreland (bebyggelse)
- Nors Sø (vandareal)
- Præstekær (areal)
- Stavsbjerge (areal)
- Søgård Mark (bebyggelse)
- Tormål (vandareal)
- Torshøj (areal)
- Tved Plantage (areal)
- Vendbjerg (bebyggelse)
- Vorring (bebyggelse, ejerlav)
- Øster Skårup (bebyggelse, ejerlav)